# Numeri primi sexy
In matematica due numeri primi si dicono sexy quando la loro differenza è uguale a sei, ovvero formano coppie di tipo:
{\displaystyle (p,p+6).}
Se esiste un numero primo uguale a {\displaystyle p+2} o {\displaystyle p+4}, esso forma una terzina di primi:
{\displaystyle (p,p+2,p+6)}
oppure
{\displaystyle (p,p+4,p+6).}
Il nome di queste coppie di numeri primi deriva dalla parola latina sex (ovvero sei).

## Coppie di primi sexy
Le coppie di primi sexy minori di 500 sono
{\displaystyle (5,11),(7,13),(11,17),(13,19),(17,23),(23,29),(31,37),(37,43),(41,47),}
{\displaystyle (47,53),(53,59),(61,67),(67,73),(73,79),(83,89),(97,103),(101,107),(103,109),}
{\displaystyle (107,113),(131,137),(151,157),(157,163),(167,173),(173,179),(191,197),(193,199),}
{\displaystyle (223,229),(227,233),(233,239),(251,257),(257,263),(263,269),(271,277),(277,283),}
{\displaystyle (307,313),(311,317),(331,337),(347,353),(353,359),(367,373),(373,379),(383,389),}
{\displaystyle (433,439),(443,449),(457,463),(461,467)}.
I primi e i secondi numeri delle coppie rappresentano rispettivamente le sequenze A023201 e A046117 dell'OEIS.
A maggio 2009 la più grande coppia di primi sexy conosciuta {\displaystyle (p,p+6)} è rappresentata da
{\displaystyle p=(117924851\times 587502\times 9001\#\times (587502\times 9001\#+1)+210)\times (587502\times 9001\#-1)/35+5.}
Dove {\displaystyle 9001\#} è il primoriale di {\displaystyle 9001}.

## Terzine di primi sexy
Le terzine di primi {\displaystyle (p,p+6,p+12)}, tali che {\displaystyle p+18} sia composto, sono chiamate terzine di primi sexy. Le terzine di primi sexy inferiori a 1000 sono (sequenze A046118, A046119, A046120 dell'OEIS):
(7,13,19), (17,23,29), (31,37,43), (47,53,59), (67,73,79), (97,103,109), (101,107,113), (151,157,163), (167,173,179), (227,233,239), (257,263,269), (271,277,283), (347,353,359), (367,373,379), (557,563,569), (587,593,599), (607,613,619), (647,653,659), (727,733,739), (941,947,953), (971,977,983).
A aprile 2006, la più grande terzina di primi sexy conosciuta è
{\displaystyle p=(84055657369\times 205881\times 4001\#\times (205881\times 4001\#+1)+210)\times (205881\times 4001\#-1)/35+1.}
Ha 5132 cifre ed è stata scoperta da Ken Davis.

## Quadruple di primi sexy
Una quadrupla di primi {\displaystyle (p,p+6,p+12,p+18)} è chiamata quadrupla di primi sexy. Una quadrupla di primi sexy può incominciare solamente con un numero primo la cui ultima cifra è {\displaystyle 1} (con l'eccezione di {\displaystyle p=5}). Le quadruple di primi inferiori a 1000 sono (sequenze A023271, A046122, A046123, A046124 dell'OEIS):
(5,11,17,23), (11,17,23,29), (41,47,53,59), (61,67,73,79), (251,257,263,269), (601,607,613,619), (641,647,653,659).
A novembre 2005, la più grande quadrupla di primi sexy conosciuta è
{\displaystyle p=411784973\times 2347\#+3301.}
Ha 1002 cifre ed è stato scoperto da Jens Kruse Andersen.
Nel settembre 2010, Ken Davis ha annunciato la scoperta di una quadrupla di 1004 cifre con {\displaystyle p=2^{3333}+1582534968299.}

## Quintuple di primi sexy
In una progressione aritmetica di cinque termini con la differenza costante di {\displaystyle 6}, dato che {\displaystyle 6>5} e i due numeri sono coprimi, uno dei cinque termini dovrà essere divisibile per {\displaystyle 5}. Perciò, l'unica quintupla di primi sexy possibile è {\displaystyle (5,11,17,23,29)}, e non ne possono esistere altre.